# Énergie au Bangladesh
Le secteur de l'énergie au Bangladesh est caractérisé par une consommation par habitant très faible : seulement 14 % de la moyenne mondiale, quoique sa part commercialisée progresse rapidement : +69 % en dix ans, de 2012 à 2022. Le gaz naturel et la biomasse traditionnelle sont les énergies les plus utilisées. La production de gaz ne suffisant pas à couvrir les besoins, le pays s'est doté en 2018 d'un terminal méthanier pour importer du gaz naturel liquéfié.
L'électricité représente 23,8 % de la consommation finale d'énergie au Bangladesh en 2021. Le Bangladesh a produit 97,5 TWh d'électricité en 2022. En 2021, sa production provenait pour 98,7 % de centrales thermiques à combustibles fossiles (gaz naturel : 73,1 %, produits pétroliers : 20,1 %, charbon : 5,5 %), pour 0,7 % de l'hydroélectricité et pour 0,5 % d'installations solaires photovoltaïques ; il a importé 7,8 % de ses besoins. Les deux réacteurs de la centrale nucléaire de Rooppur, en construction par Rosatom depuis 2017, produiront 2 400 MW d’électricité. La mise en service du premier réacteur était prévue en 2023, mais n'est pas encore réalisée en avril 2024.

## Production d'énergie fossile

La production de gaz du Bangladesh a connu une croissance continue

Le delta du Gange est une formation deltaïque très importante et ancienne, à l'instar d'autres deltas dans le monde (Niger, Nil par exemple), ce bassin offre des circonstances géologiques favorables à la présence d'hydrocarbures.
Cette province géologique, qui dépasse d'ailleurs les frontières du pays, possède un système pétrolier dont les roches-sources sont des schistes et des charbons. Les roches-sources sont enfouies trop profondément pour produire du pétrole, sauf aux extrémités nord et sud du bassin (en Inde et en Birmanie), ainsi le Bangladesh ne dispose que de réserves de gaz naturel et de liquides associés.
Le Bangladesh a produit 901 PJ de gaz naturel en 2021 et en a importé 218 PJ, soit 19 % de sa consommation.
La production de gaz du pays provient d'une vingtaine de gisements, tous situés à terre. Chevron est le principal producteur, opérant trois gisement dont Bibiyana ) l'est du pays, qui assure à lui seul 45 % de la production nationale, mais a décidé en 2017 de vendre ses gisements dans le pays à la compagnie chinoise Zhenhua Oil. À côté de Chevron, on trouve la compagnie nationale PetroBengla, chapeautant trois entreprises de production dont la principale, Bangladesh Gas Fields Company Limited, est issue de la nationalisation des actifs de Shell Pakistan à l'indépendance.
Malgré une hausse continue de la production (27,7 km3 en 2015, ce qui fait du pays le 8e producteur d'Asie), il n'y a pas assez de gaz disponible sur le réseau pour répondre à la demande, et certaines régions font face à des pénuries récurrentes. Les gisements à terre sont vieillissants, certains produisant depuis les années 1960, et leurs réserves s'épuisent assez rapidement.
Pour continuer à répondre à sa demande de gaz, le pays se tourne maintenant vers l'offshore, ayant attribué nombre de concessions via plusieurs appels d'offres. Jusqu'ici, un seul gisement offshore, Sangu, a été exploité, de 1998 jusqu'à son abandon en 2013. La compagnie australienne Santos Limited a ainsi trouvé du gaz au large de Chittagong. Parallèlement, le pays se prépare à importer du gaz naturel liquéfié.
Outre le gaz naturel, le Bangladesh produit également un peu de charbon (16 PJ en 2021, soit 11 % de sa consommation) et de pétrole (13 PJ en 2021, soit 3 % de sa consommation).

## Secteur aval

### Pétrole
Le pays dispose d'une raffinerie d'une capacité de 33 000 barils par jour à Chittagong appartenant à une agence étatique. Il existe aussi deux mini-raffineries privées, portant la capacité de distillation du pays à 43 000 barils par jour, inchangée de 2013 à 2018. Cette capacité est très insuffisante pour répondre à la demande du pays, ainsi le gros du pétrole consommé est importé sous forme raffinée, principalement de Singapour. La consommation de carburants pétroliers augmente d'environ 5 % par an .

### Gaz naturel
Le Bangladesh a produit 901 PJ de gaz naturel en 2021 et en a importé 218 PJ ; sa consommation s'est élevée à 1 119 PJ, soit 54 % de la consommation d'énergie primaire du pays ; il est principalement utilisé dans la production d'électricité, qui consomme 54 % du gaz produit et importé en 2021 ; l'industrie en consomme 16,5 %, le secteur résidentiel 12 %, les usages non énergétiques (chimie) 6 % et les transports (véhicules au gaz naturel) 3,2 %.
Le réseau de transport du gaz naturel totalisait 2 950 km de pipelines en 2013, il est en souffrance malgré son développement continu. Le gaz représentait 55 % de l'énergie primaire du Bangladesh en 2016, et 75 % de son énergie primaire commerciale, la biomasse étant largement utilisée en autoconsommation hors de tout marché. l'AIIB met en avant la dépendance vis-à-vis de ce carburant, qui en rapport avec l'épuisement rapide des réserves représente un danger pour la sécurité énergétique du pays.
Face à l'incapacité prévisible de ses gisements de gaz à répondre à la hausse continue de la demande, le pays s'est équipé d'un port méthanier à Maheshkhali, constitué d'une unité flottante de regazéification, capable d'injecter environ 5 km3 de gaz par an dans le réseau, mis en service le 18 août 2018. Le groupe indien Reliance Industries est l'investisseur principal. Des discussions avec le Qatar ont déjà été engagées pour la fourniture de gaz naturel liquéfié. D'autres terminaux suivront : l'AIIB en envisage 8 d'ici 2041.

## Renouvelables thermiques

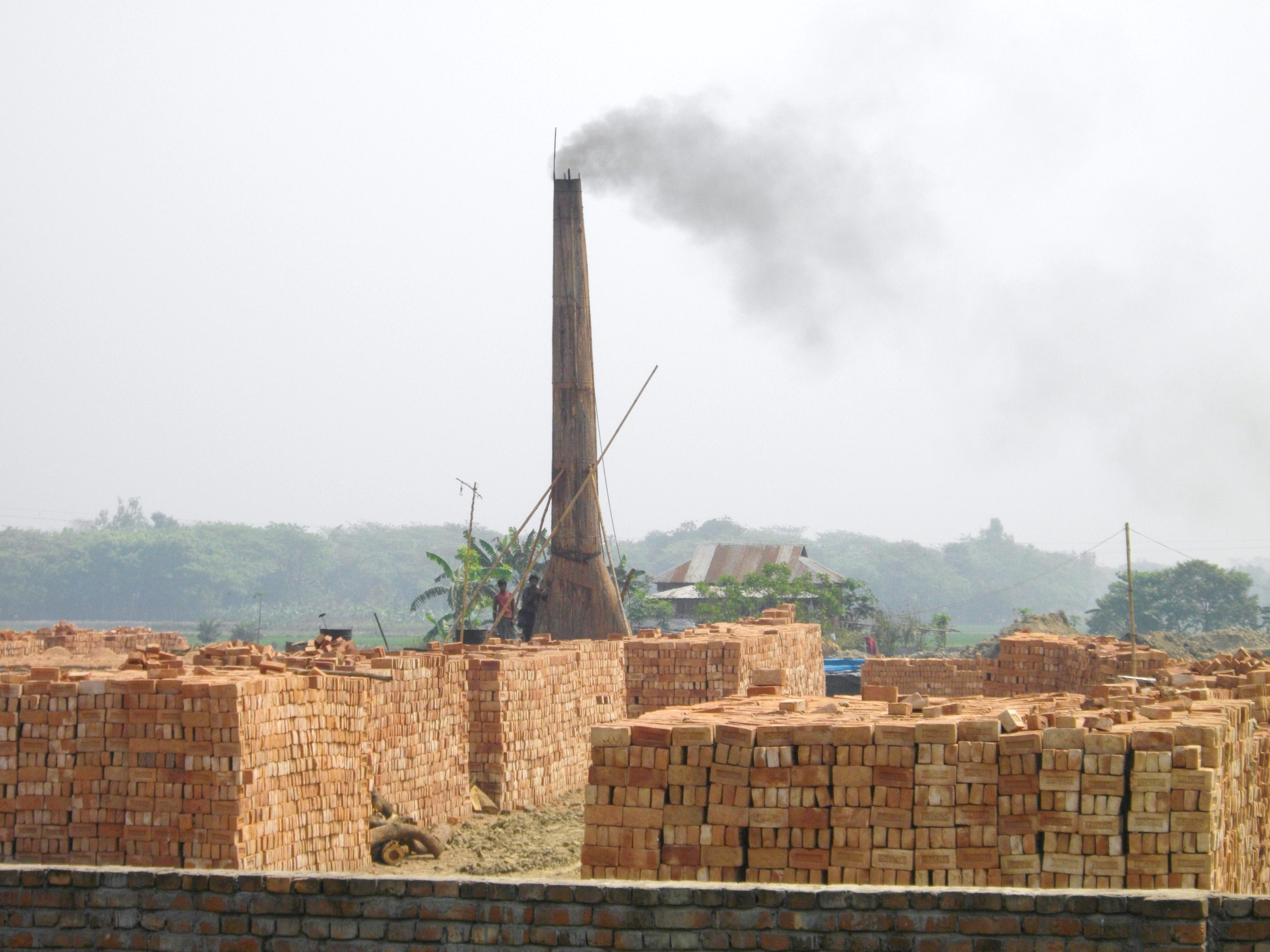
une briqueterie traditionnelle au Bangladesh, brûlant du bois

Les différentes formes de biomasse, c'est-à-dire le bois, la paille, le fumier, etc., représentent environ 10 Mtep d'énergie primaire sur les 30 consommées par le pays. La quantité de biomasse produite est restée assez constante depuis des décennies, sa part dans la consommation du pays a donc diminué. La biomasse est surtout utilisée pour les besoins des familles en milieu rural (cuisson des aliments) et pour certaines activités économiques traditionnelles.
Le Bangladesh possède un important potentiel en matière de biogaz, avec des matières premières telles que les déchets municipaux, les balles de riz ou le fumier. Cependant, ce potentiel est actuellement sous-utilisé. De nombreux digesteurs existent, mais en 2009 un tiers sont hors service faute de maintenance.

## Consommation d'énergie
Selon l'Energy Institute, qui ne prend en compte que les énergies commercialisées et non la biomasse traditionnelle, la consommation d'énergie primaire du Bangladesh est de 1,79 EJ en 2022, en hausse de 4 % par rapport à 2021 et de 69 % depuis 2012. Sa part dans la consommation mondiale est de 0,3 %. Elle se répartit en 99 % de combustibles fossiles (pétrole : 31 %, gaz naturel : 59 %, charbon : 10 %) et 1 % d'énergies renouvelables, dont hydroélectricité : 0,6 %. Sa consommation par habitant est de 10,5 GJ, en hausse de 50 % en dix ans, soit 14 % de la moyenne mondiale, 41 % de celle de l'Inde, 9 % de celle de la Chine et 8 % de celle de la France.
L'Agence internationale de l'énergie (AIE), qui prend en compte la biomasse traditionnelle, estime la consommation intérieure d'énergie primaire en 2021 à 2 064 PJ, répartie en 54,2 % de gaz naturel, 15,8 % de biomasse et déchets, 21,5 % de pétrole et produits pétroliers, 7 % de charbon, 0,1 % d'hydroélectricité, 0,08 % de solaire et 1,4 % d'importations d'électricité. La consommation a été multipliée par 3,9 depuis 1990. La population du pays étant de 169,36 millions d'habitants en 2021, la consommation d'énergie primaire par habitant est de 12,2 GJ selon la méthodologie de l"AIE.

## Secteur électrique
L'électricité représente 23,8 % de la consommation finale d'énergie au Bangladesh en 2021.
Selon les estimations de l'Energy Institute, le Bangladesh a produit 97,5 TWh d'électricité en 2022, en hausse de 4,9 % en 2022 et de 100 % depuis 2012, soit 0,3 % de la production mondiale. La production solaire est estimée à 0,7 TWh (0,7 %).
Le Bangladesh a produit 95,48 TWh en 2021, soit 12,3 fois plus qu'en 1990. Cette production provenait pour 98,7 % de centrales thermiques à combustibles fossiles (gaz naturel : 73,1 %, produits pétroliers : 20,1 %, charbon : 5,5 %), pour 0,7 % de l'hydroélectricité et pour 0,5 % d'installations solaires photovoltaïques. Le Bangladesh a importé 8,10 TWh d'électricité, soit 7,8 % de ses besoins.
La consommation d'électricité était en 2021 de 0,6 MWh par habitant, soit seulement 18 % de la moyenne mondiale : 3,4 MWh/hab et 60 % de celle de l'Inde : 1,0 MWh/hab.
Le réseau électrique est insuffisant et vétuste, sujet à des black-outs : en 2014 le pays entier a été privé d'électricité pendant une dizaine d'heures. L'accès à l'électricité a été développé rapidement, mais en 2017 20 % de la population reste isolée du réseau.
Il existe en 2017 dans le pays 4,5 millions d'installations photovoltaïques individuelles, la plupart hors réseau, alimentant 20 millions de personnes, soit 12 % de la population
En décembre 2015, le Bangladesh signe un accord avec la Russie pour la construction par Rosatom de deux réacteurs nucléaires de 1 200 MW sur le site de Rooppur dans la région d'Iswardi, à 160 km de Dacca, un investissement d'un montant total de 11,6 milliards d'euros, que la Russie financera à 90 % par un prêt au taux de 1,75% au-dessus du Libor. En 2017, Rosatom a lance le chantier de construction d'une centrale nucléaire « insubmersible » de deux réacteurs sur les berges du fleuve Padma. En octobre 2021, lors de la mise en place de la cuve de pression de Rooppur 1, la Première ministre Sheikh Hasina déclare : « Nous voulons construire une nouvelle centrale nucléaire dans le sud du pays et nous avons besoin, pour cela, du soutien de la Russie ».
Les deux réacteurs de la centrale nucléaire de Rooppur produiront 2 400 MW d’électricité. La mise en service du premier réacteur est prévue en 2023, soit six ans après la première coulée du béton. En avril 2024, il n'est pas encore en service.

## Impact environnemental
Les émissions de gaz à effet de serre (GES) dues à la combustion au Bangladesh s'élevaient en 2021 à 102,1 Mt d'équivalent CO2, en hausse de 629 % par rapport à 1990. Elles proviennent du gaz naturel pour 54,1 Mt, soit 53 %, du pétrole pour 31,6 Mt (31 %) et du charbon pour 13,6 Mt (13 %).
Les émissions de CO2 dues à la combustion par habitant étaient en 2021 de 0,58 t CO2, inférieures de 86 % à la moyenne mondiale : 4,26 t/hab, de 85 % à celle de la France : 4,03 t/hab, de 64 % à celle de l'Inde : 1,62 t/hab, de 33 % à celle du Pakistan : 0,87 t/hab et de 92 % à celle de la Chine : 7,54 t/hab.
Les émissions de CO2 liées à la combustion par secteur de consommation se répartissaient en 2021 en 44 % pour l'industrie, 12 % pour les transports, 33 % pour le secteur résidentiel, et 5 % pour le secteur tertiaire.